# Gregorio Millán Barbany
Gregorio Millán Barbany (Barcelona, 4 d'abril de 1919 - Madrid, 26 de novembre de 2004) va ser un enginyer aeronàutic i professor de l'Escola Tècnica Superior d'Enginyers Aeronàutics. Va pertànyer a l'Institut Internacional de Combustió i va ser Conseller Científic d'Astronàutica Acta de la F.A.A. També va ser Director General de Ensenyaments Tècnics del Ministeri d'Educació Nacional des de 1957 fins a 1961, membre de la Reial Societat Espanyola de Física i Química, de la Societat Alemanya de Ciències Aeronàutiques, corresponent de l'Acadèmia Internacional d'Astronàutica i acadèmic de la Reial Acadèmia de Ciències Exactes, Físiques i Naturals, president de la seva secció de Ciències Exactes.
Va desenvolupar cursos i conferències, en els quals ha exposat treballs de recerca, en diversos centres de França i Estats Units.
Des de 1953 va dirigir un grup de treball relacionat amb recerques de combustió, especialment per a l'estudi de flames, gotes i dolls, a l'Institut Nacional de Tècnica Aeronàutica Esteban Terradas. Va obtenir el premi Francisco Franco de Recerca Científica el 1958.
Va ser president des de 1961 de la Societat Espanyola de Construccions Babcock-Wilcox (que el 1977 va travessar una forta crisi sent el president) i de Babcock & Wilcox de Portugal.